# تپه کل خرابه
تپه کل خرابه مربوط به دوران‌های تاریخی پس از اسلام است و در شهرستان بروجرد، روستای میدان تپه کل خرابه واقع شده و این اثر در تاریخ ۲۳ بهمن ۱۳۸۰ با شمارهٔ ثبت ۴۷۶۹ به‌عنوان یکی از آثار ملی ایران به ثبت رسیده است.